# Christopher Routis
Christopher Routis (Libourne, 3 marzo 1990) è un ex calciatore francese, di ruolo difensore.

## Carriera
Fa il suo esordio in massima serie svizzera con la maglia del Servette durante la partita del 17 luglio 2011 contro il Thun (sconfitta in casa per 2-1) segnando anche la sua prima rete in questa categoria. Dopo quattro anni fa il suo ritorno al Servette firmando per due stagioni con un'altra in opzione.

## Palmarès

### Competizioni nazionali
- Challenge League: 1

Servette: 2018-2019